# Église Saint-Maurice de Couzon-au-Mont-d'Or
L'église Saint-Maurice de Couzon-au-Mont-d'Or est un édifice religieux catholique français, situé sur la commune de Couzon-au-Mont-d'Or dans la métropole de Lyon, à 10 kilomètres au nord de Lyon.

## Architecture
Conçu par les architectes Pierre Bossan et Wilhelm Léo, l'édifice est construit entre 1855 et 1876, puis consacré le 7 juillet 1889 par Joseph-Alfred Foulon, archevêque de Lyon. Il est dédié « à Saint Maurice et ses compagnons », comme le rappelle une inscription en latin sur le fronton.
Le bâtiment a une forme d'ensemble trapue, rectangulaire de la façade jusqu'au transept, à peine saillant à l'extérieur, avec une abside semi-cylindrique de hauteur presque égale. Il est construit en pierres de taille régulièrement alignées selon un agencement original : sur toute la hauteur, un niveau intercalaire de pierres calcaires ordinaires (blanc-gris) souligne deux niveaux de « pierres de Couzon », célèbres pour leur teinte dorée, ici quelque peu atténuée par l'âge. Un rang de pierres saillantes et décorées entoure l'ensemble aux deux-tiers de la hauteur. 
La couverture est réalisée en tuiles « romanes » (tuiles canal), ce qui correspond à la tradition locale pour les maisons individuelles mais est rare pour un édifice de ce type. Le toit principal à double pente couvre les trois nefs sans discontinuité.
L'ornementation est d'inspiration néoromane. Le portail est encadré de colonnes à chapiteaux et surmonté d'un arc de plein cintre encadrant un fronton sculpté. Il est entouré de deux niches à colonnettes contenant les statues de Saint Laurent et de Saint Vincent. Les fenêtres sont d'un module unique, étroit et surmonté d'un arc, simples pour l'abside mais doubles ou triples sur la façade et les flancs, en harmonie avec le clocher, dont le style roman est d'origine. Le haut de l'abside est orné de mâchicoulis décoratifs, prolongés en festons le long du reste du bâtiment.

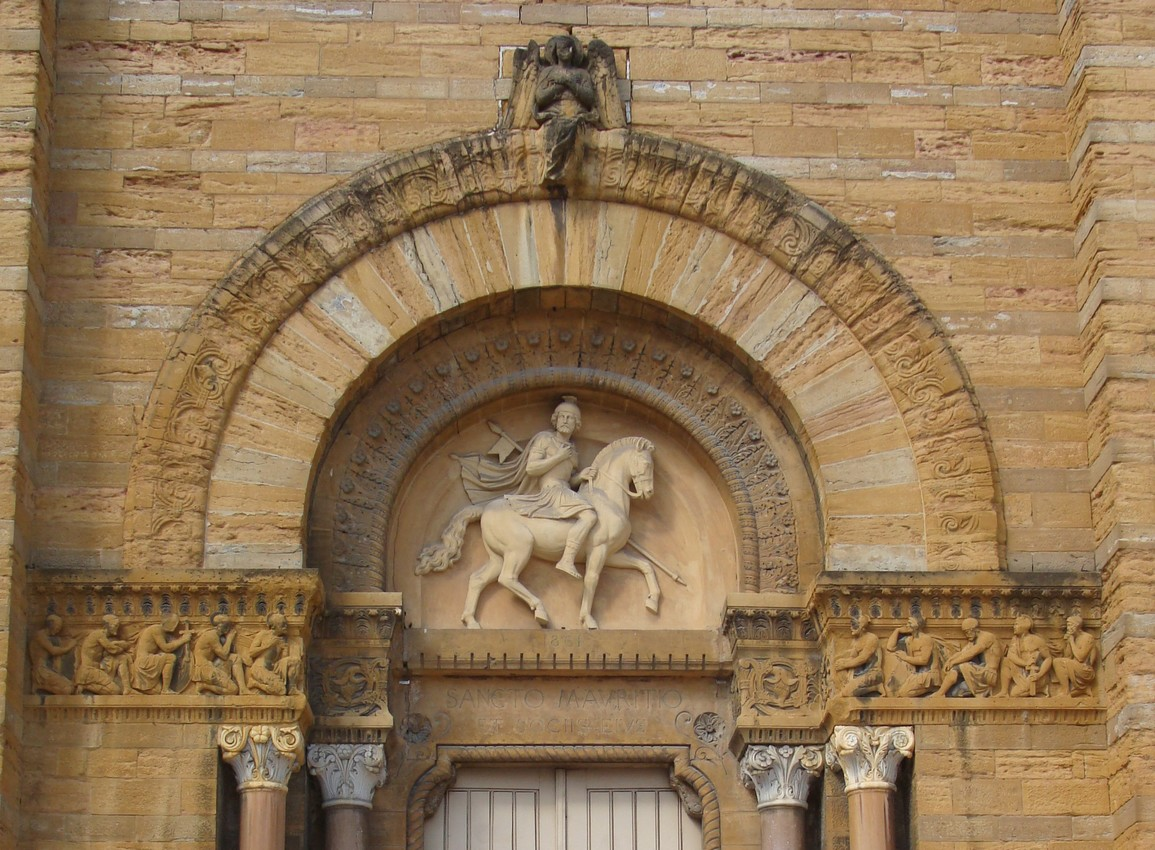
Détail du portail principal
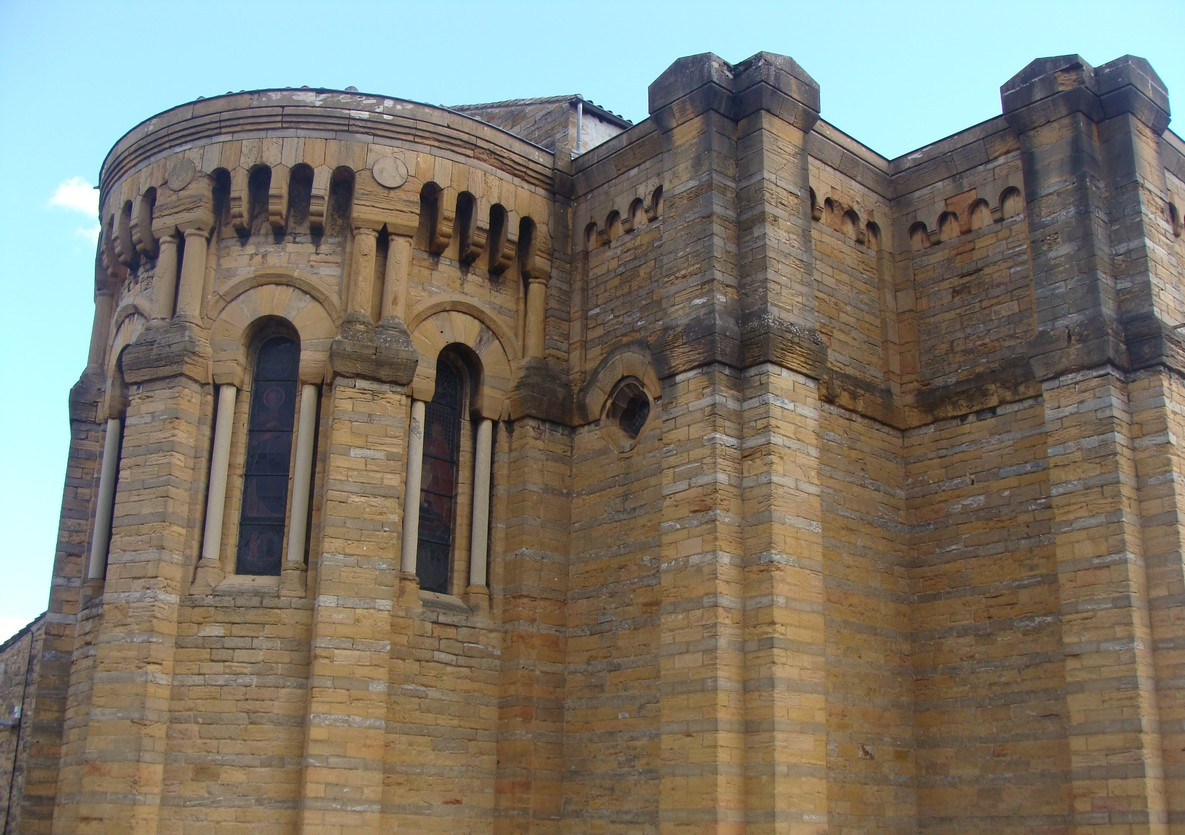
Le chevet
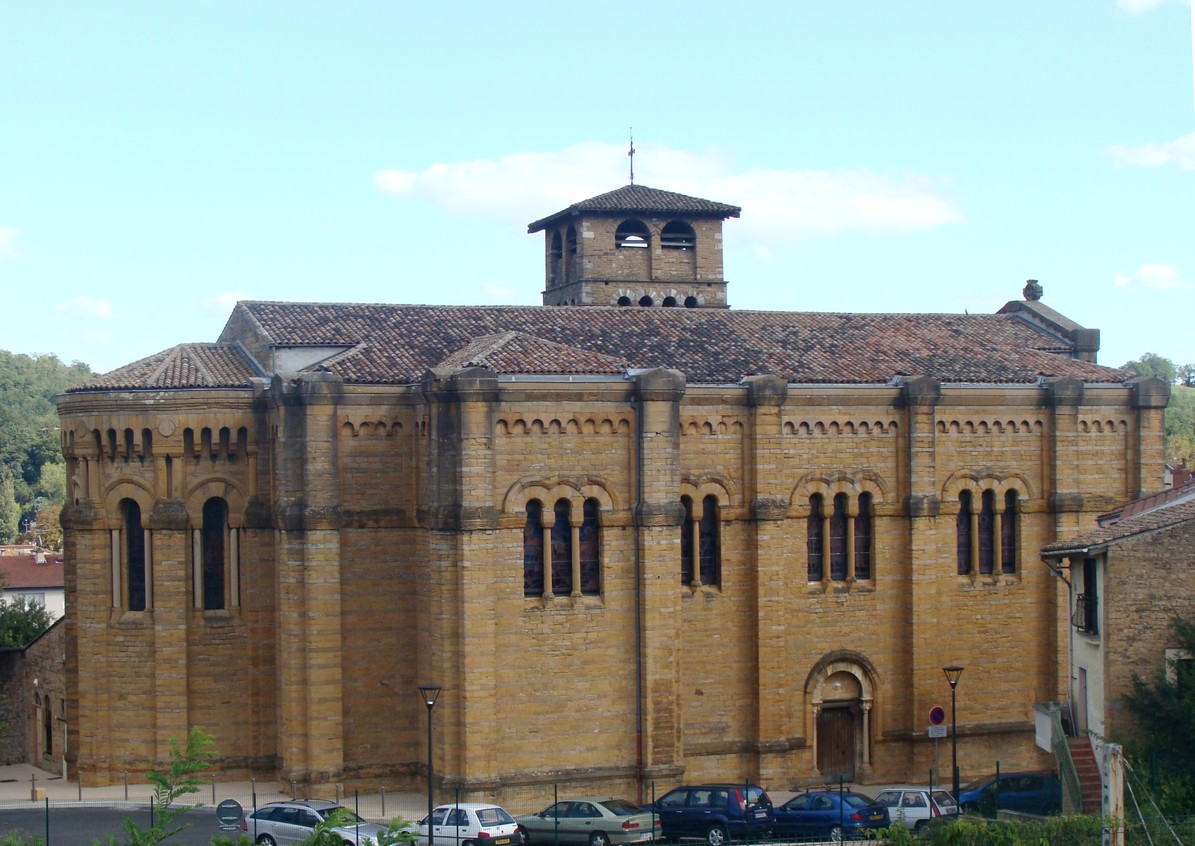
Vue d'ensemble du flanc ouest
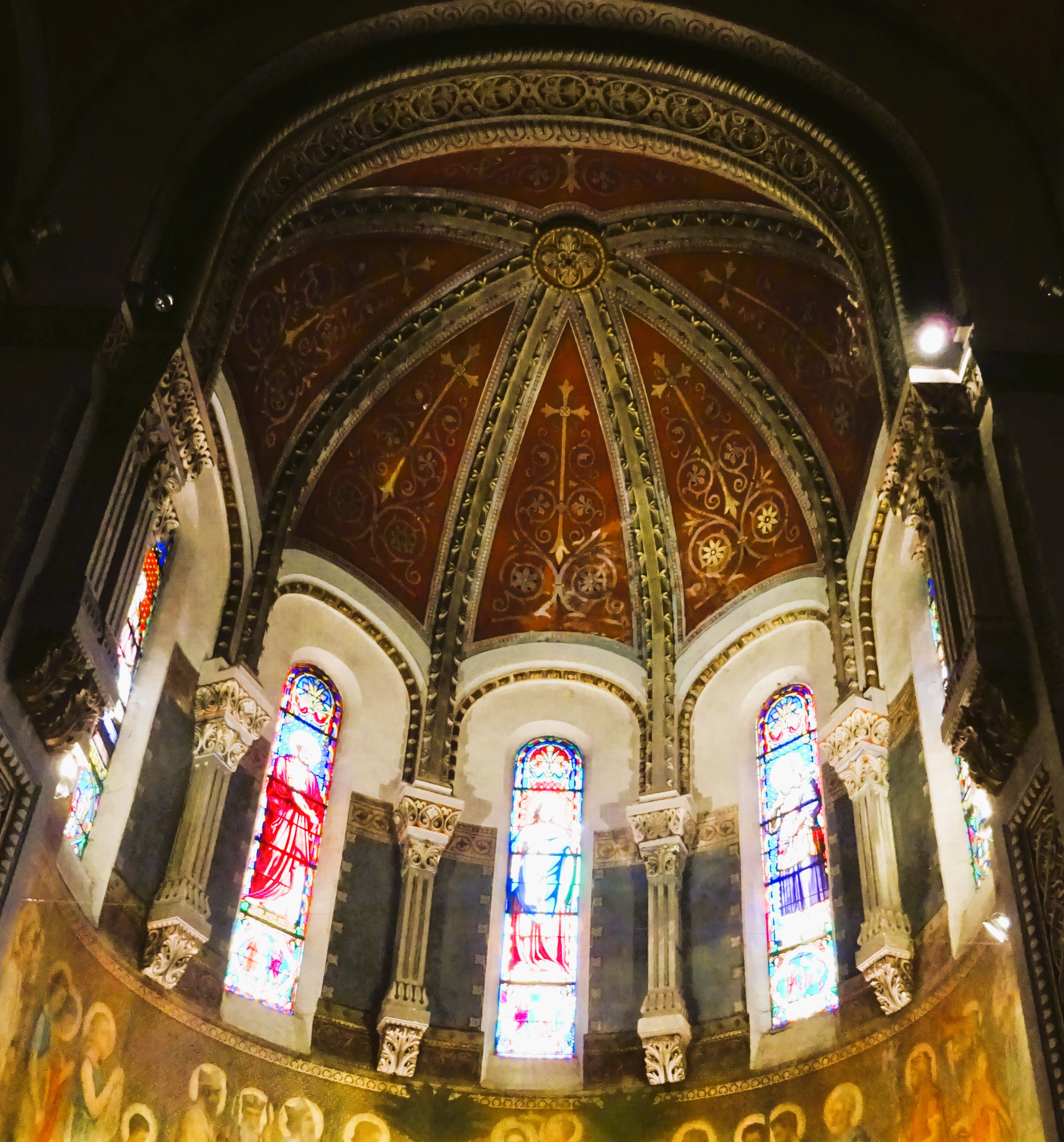
Abside

## Le clocher

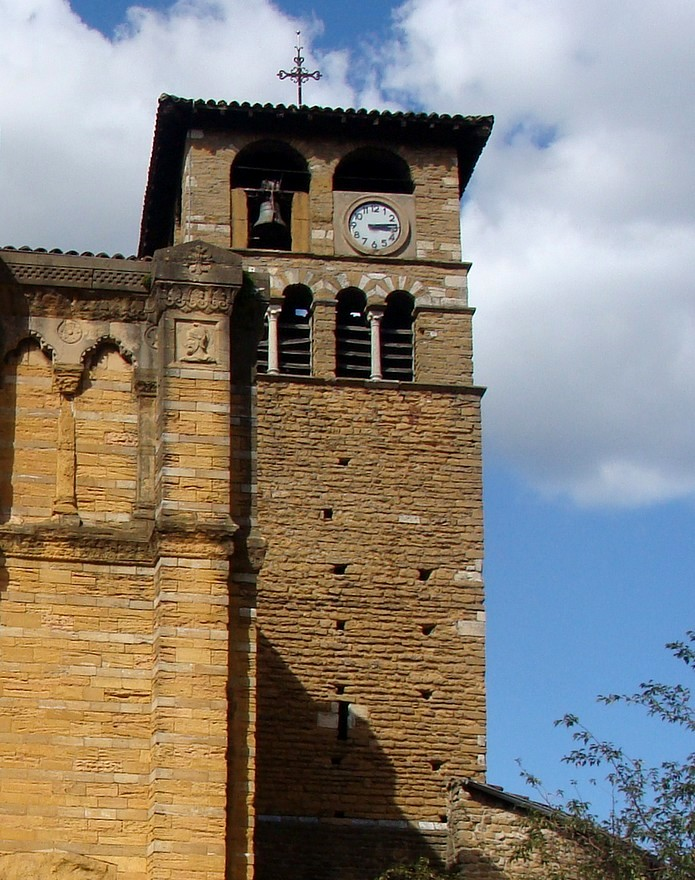
Le clocher

Le clocher, de forme carrée, est accolé au flanc est de l'église. C'est l'ancienne tour sud-est d'un château disparu datant du XIIIe siècle. Il a appartenu à une église antérieure à l'actuelle, et en a conservé une cloche du XVIe siècle, qui sonne encore les heures. En 1840, on lui adjoint cinq autres cloches réalisées par le fondeur Gédéon Morel. 
Le clocher est construit en pierres de Couzon, plus grossières que celles de l'église moderne, mais aussi agencées en couches superposées ; seules les arcs des fenêtres sont polychromes, et leurs colonnettes en calcaire blanc. La tour a strictement la forme d'un parallélépipède de base carrée, seulement couvert d'un toit à quatre pentes très aplati couvert des tuiles traditionnelles de la région. Son corps moyen porte de nombreux trous de boulin. Son corps supérieur, qui abrite les cloches, comporte une partie basse percée sur chaque face de deux doubles fenêtres à persiennes, et une partie haute percée de deux larges baies partiellement murées. 
Ce clocher est inscrit sur la liste des monuments historiques depuis le 5 juillet 1927.